# Ruspoli (Adelsgeschlecht)

Wappen des Hauses Ruspoli

Ruspoli ist der Name eines italienischen Adelsgeschlechts, das seit dem frühen 13. Jahrhundert in Florenz nachgewiesen ist. 
Der Name ging nach dem Aussterben der Familie im Mannesstamm im 17. Jahrhundert auf ein Mitglied der Familie Marescotti aus uraltem päpstlichem Adel über, dessen Nachfahren bis heute den 1709 verliehenen Titel eines Fürsten von Cerveteri sowie weitere hochadelige Titel führen. 

## Geschichte

### Die Ruspoli

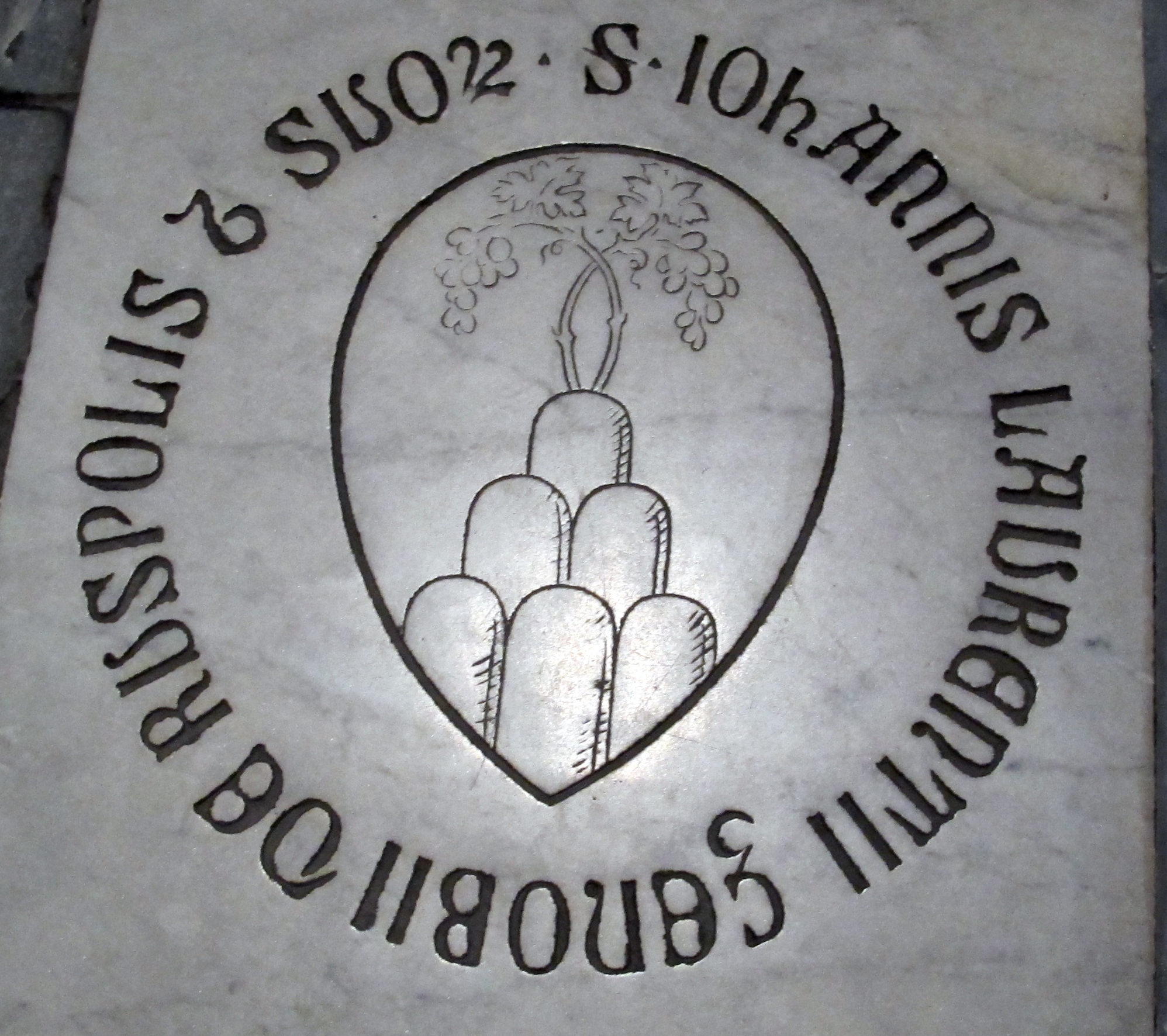
Wappen des Johannes Ruspoli (auf seinem Grabstein in Santa Maria Novella)

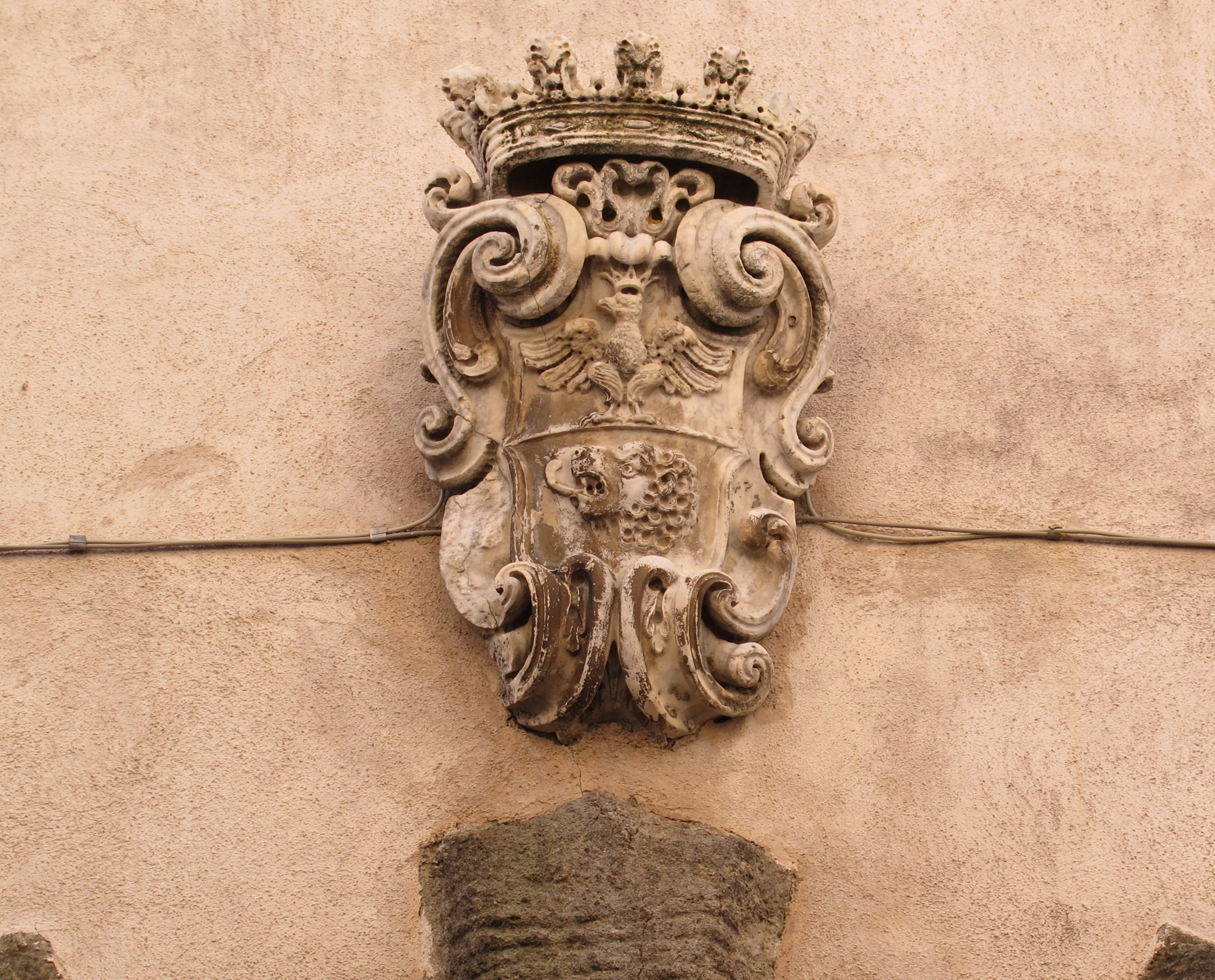
Wappen der Ruspoli (am Palazzo Bichi Ruspoli in Roccalbegna, 17. Jahrhundert)

Die Ursprünge der Familie Ruspoli liegen im Florenz des frühen 13. Jahrhunderts, wo sich in den Kirchen Santa Maria Novella und Ognissanti  Grabmäler aus dieser Zeit erhalten haben. Familienmitglieder übten hohe Ämter wie die des Gonfaloniere, von Prätoren der städtischen Befestigungen und von Prioren aus. In den Kämpfen zwischen Guelfen und Ghibellinen gehörten sie zu den Letzteren. Lorenzo Ruspoli (* 1460) begleitete Amerigo Vespucci auf seinen Entdeckungsfahrten. 
Bartolomeo Ruspoli (* 1496) stellte sich in den Dienst der Florentiner Bankiersfamilie Altoviti, die er ab 1529 in Rom vertrat. Dort heiratete er Maria Ardinghelli, die Nichte des Kardinals Niccolò Ardinghelli, eines engen Mitarbeiters des späteren Papstes Paul III. aus dem Hause Farnese. Bartolomeo erhielt wichtige Laienämter in der Kurie und wurde 1535 Prior von Florenz. Die Kinder des Paares heirateten in römische Adelsfamilien wie Muti, Cavaglieri und Floridi ein. Der Sohn Fabrizio zeichnete sich in der Seeschlacht von Lepanto aus, sein Bruder Orazio begründete ein Bankhaus in Siena, das den Reichtum der Familie beträchtlich mehrte, ebenso wie ihr Vetter Lorenzo ein florierendes Bankhaus in Florenz eröffnete. 

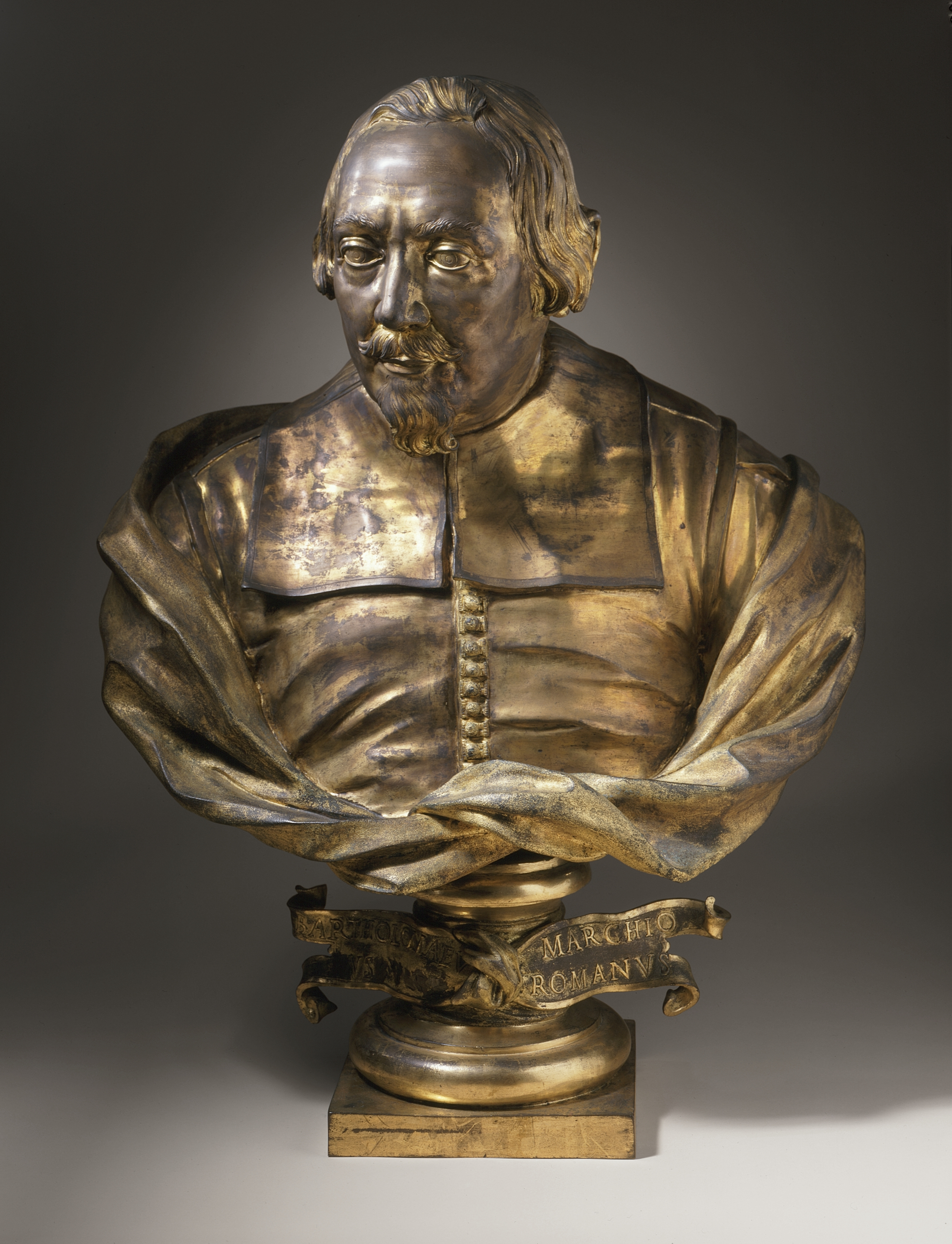
Bartolomeo Ruspoli, Machese di Cerveteri (um 1670)

Orazios Sohn Bartolomeo Ruspoli, Machese di Cerveteri, war der Letzte der Familie. Er hinterließ sein Erbe, darunter den Palazzo dell'Ara Coeli in Rom, seiner Schwester Vittoria Ruspoli, die 1617 in Rom Sforza Vicino Marescotti IV., Conte di Vignanello geheiratet hatte, einen Verwandten der Familie Farnese (von denen er die Grafschaft Vignanello geerbt hatte) und Bruder der Giacinta Marescotti (1585–1640), einer 1807 heiliggesprochenen Nonne. Während Vittorias Sohn Galeazzo Marescotti (1627–1726) Kardinal wurde, nahm einer ihrer jüngeren Söhne, Alessandro, den Namen und das Wappen der erloschenen Ruspoli an, um deren Fortbestand zu sichern.

### Die Marescotti
Die heutigen Ruspoli gehören daher im Mannesstamm der – auch in anderen Zweigen noch blühenden – Familie Marescotti an. Deren Stammvater soll Marius Scotus (Mario Scoto) gewesen sein, der im 8. Jahrhundert, aus der südschottischen Region Galloway stammend, im Feldzug Karls des Großen gegen die Langobarden im Jahre 773 das Kontingent seines Vetters, des keltischen Königs von Dalriada, angeführt haben soll. Später begleitete er den fränkischen König auch bei seinen Feldzügen in Spanien und Sachsen und soll 799 Papst Leo III. aus seiner Gefangenschaft in einem römischen Kloster befreit haben. Anlässlich der Kaiserkrönung Karls des Großen zu Weihnachten 800 wurde er von diesem mit der Grafschaft Bagnacavallo belehnt. Seine Nachfahren nannten sich dann Marescotti, blieben in der Region und errichteten 1120 einen Geschlechterturm in Bologna; aus dem Geschlecht ging der 1145 verstorbene Kardinal Raniero Marescotti hervor, andere Familienmitglieder wurden Podestàs in Faenza und Siena, Corrado Marescotti 1249 Kanzler Kaiser Friedrichs II.

### Die Ruspoli des Stammes Marescotti
Alessandro Marescotti Ruspoli, der den Namen seiner Mutter Vittoria Ruspoli angenommen hatte, hatte einen Sohn Francesco Maria Marescotti Ruspoli, Marchese von Cerveteri (1672–1731), der 1709 von Papst Clemens XI. für militärische Verdienste um den Kirchenstaat zum Fürsten von Cerveteri erhoben wurde. Er beschäftigte ab 1707 für zwei Jahre als privaten Kapellmeister Georg Friedrich Händel und als Sängerin Margherita Durastanti. 1713 erwarb er von den Caetani deren Palazzo in Rom, der seither als Palazzo Ruspoli im Familienbesitz geblieben ist. Die Ruspoli sind seither in Vignanello, Cerveteri und im römischen Palazzo Ruspoli ansässig, wo noch heute das aktuelle Familienoberhaupt, Don Francesco Ruspoli, 10. Principe di Cerveteri, 10. Marchese di Riano, 15. Conte di Vignanello (* 1967), lebt.
Ein Neffe des 3. Fürsten von Cerveteri, der Senator Emanuele Ruspoli (1837–1899), ansässig in Castelleone di Suasa und San Lorenzo in Campo, wurde 1886 zum Principe di Poggio Suasa erhoben und begründete eine diesen Titel noch führende Seitenlinie; zwei seiner Söhne wurden zum Fürst von Candriano bzw. zum Herzog von Morignano erhoben. Ein jüngerer Bruder des 4. Fürsten von Cerveteri, Camillo (1788–1864), heiratete 1821 Donna Carlota Luisa Manuela de Godoy y Borbón, Álvarez de Faria y Vallabriga und begründete die spanische Linie der Familie, die bis heute die spanischen Titel Duque de la Alcudia und Duque de Sueca führt (aktuell Don Carlos Oswaldo Ruspoli y Morenés, 6. Duque de La Alcudia, Duque de Sueca) (* 1932). 

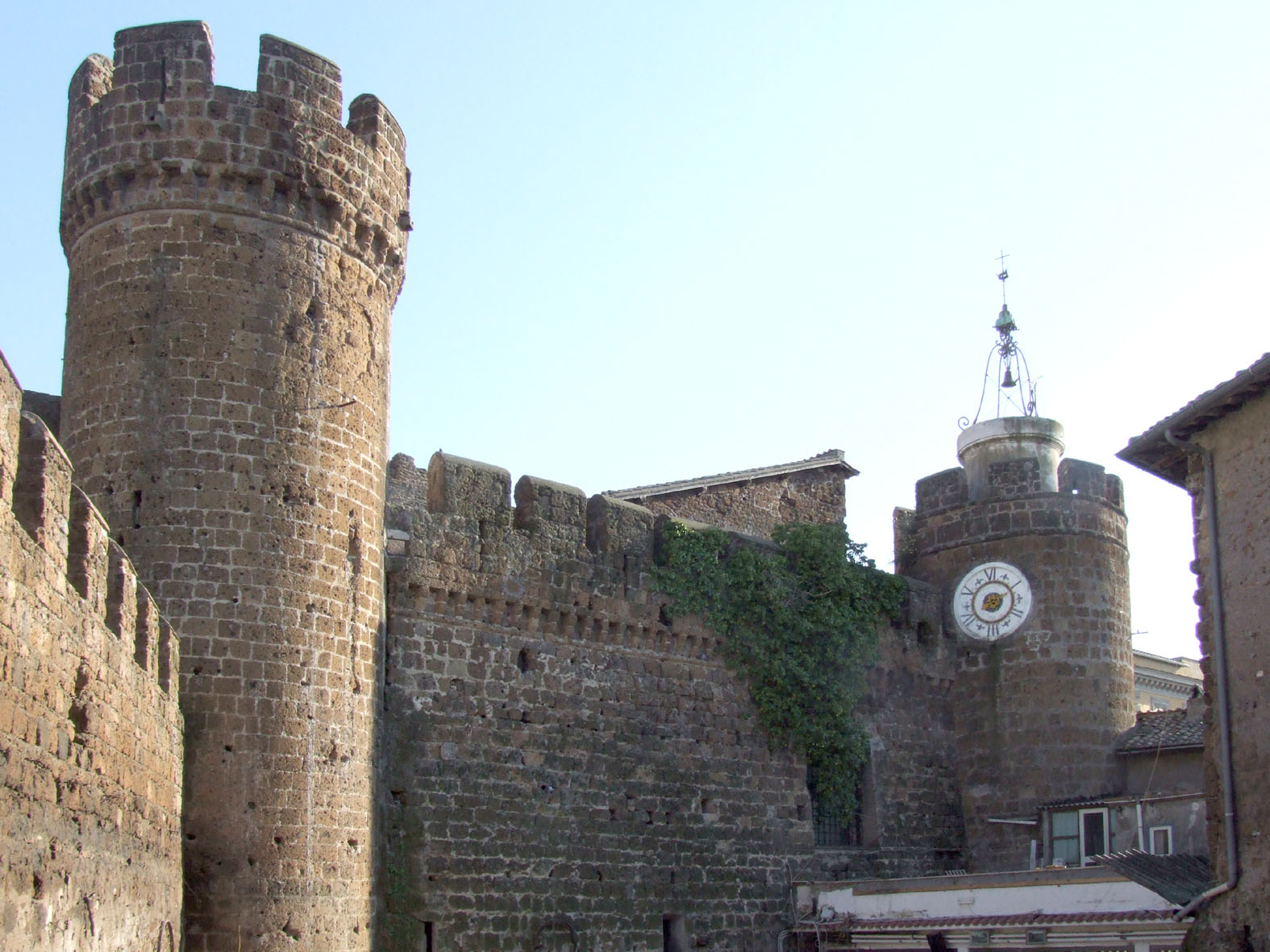
Palazzo Ruspoli in Cerveteri
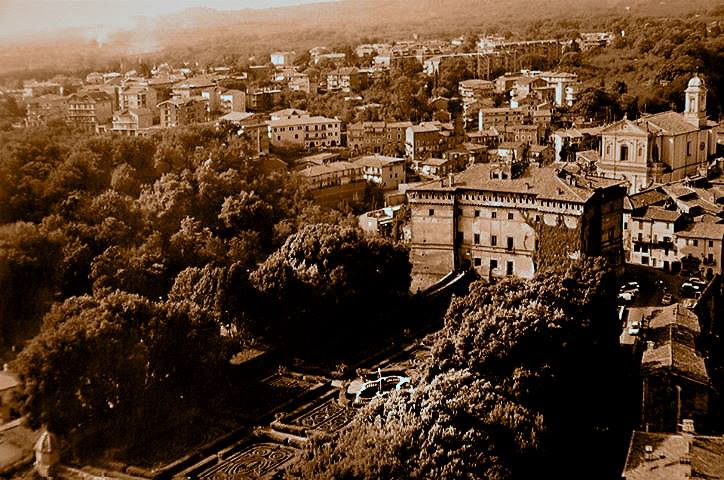
Castello Ruspoli in Vignanello
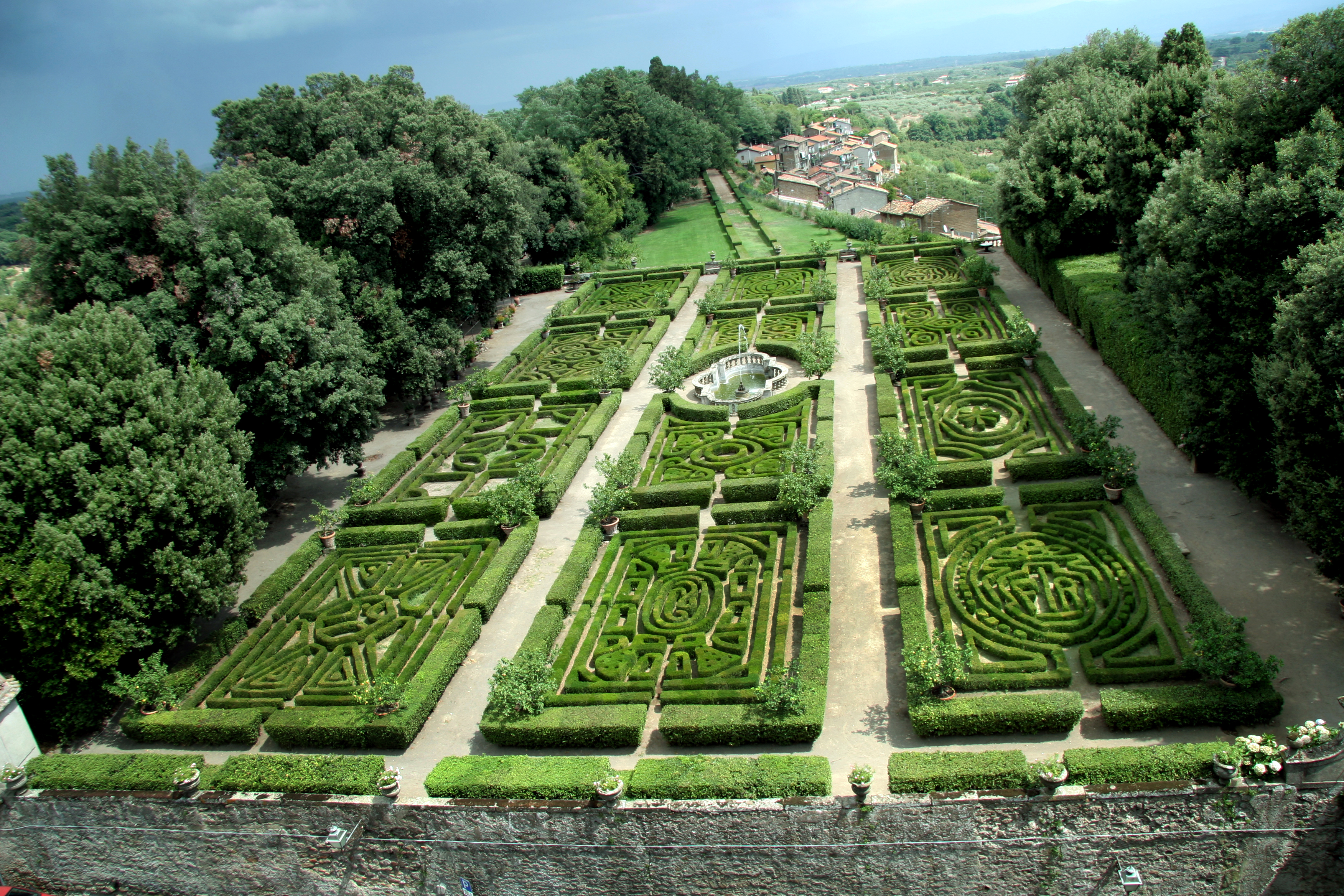
Garten des Castello Ruspoli
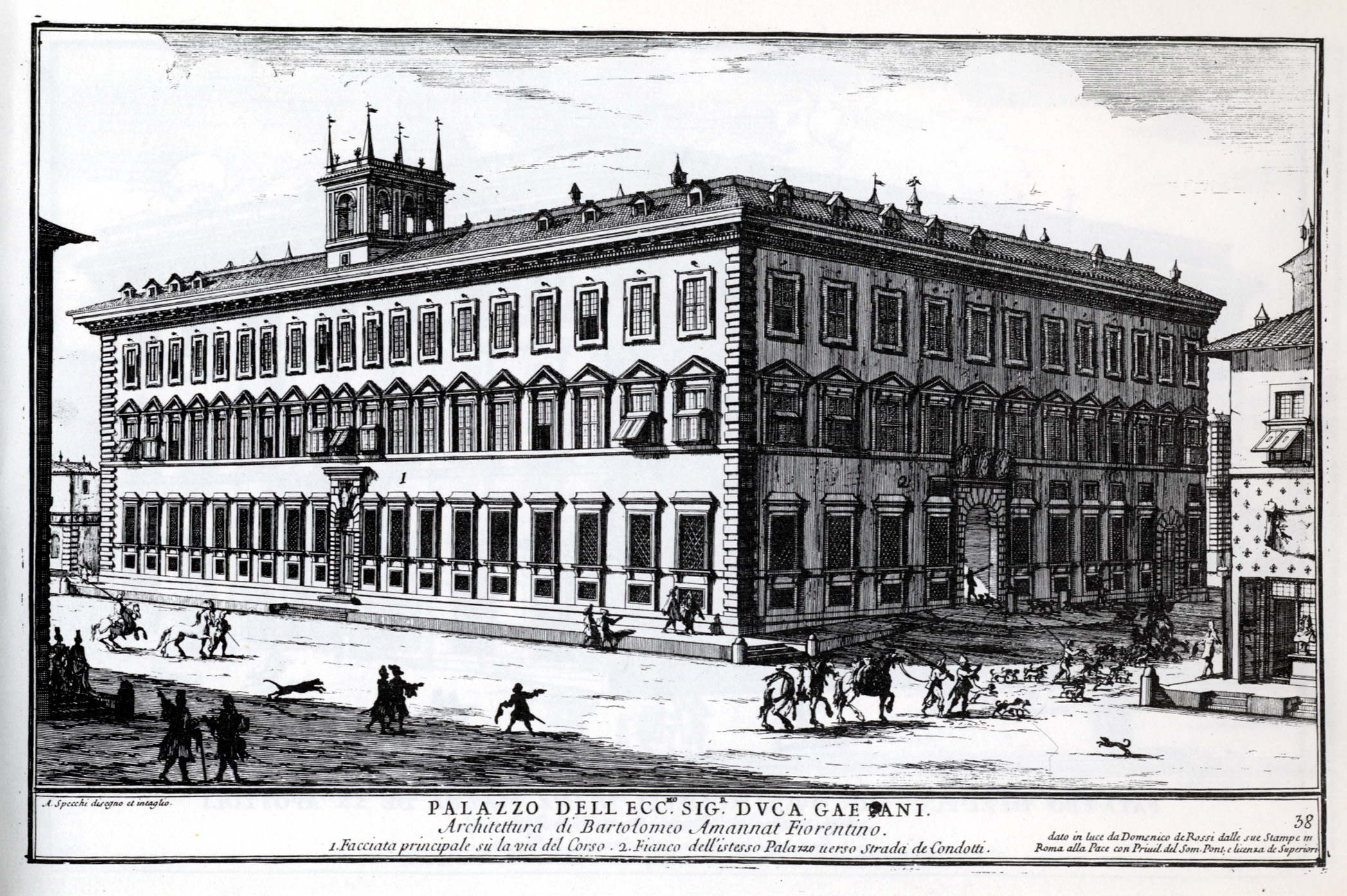
Palazzo Ruspoli in Rom (1699)

## Bekannte Familienmitglieder

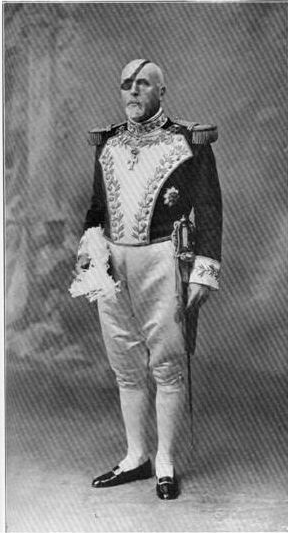
Don Alessandro Ruspoli, 7. Principe di Cerveteri (1869–1952), Magister sacri hospitii

- Bartolomeo Ruspoli (1697–1741), Kardinal
- Don Alessandro Ruspoli, 7. Principe di Cerveteri (1869–1952), Magister sacri hospitii